# 今日からあなたと
「今日からあなたと」（きょうからあなたと）は、1969年8月1日にリリースされたいしだあゆみのシングルである。

## 収録曲
※全作詞：橋本淳／作曲・編曲：筒美京平
1. 今日からあなたと
2. ある日街角で

## 収録アルバム
- 『GOLDEN☆BEST いしだあゆみ』（#4）

など